# Trichophoroides aurivillii
Trichophoroides aurivillii là một loài bọ cánh cứng trong họ Cerambycidae.